# Limondeua

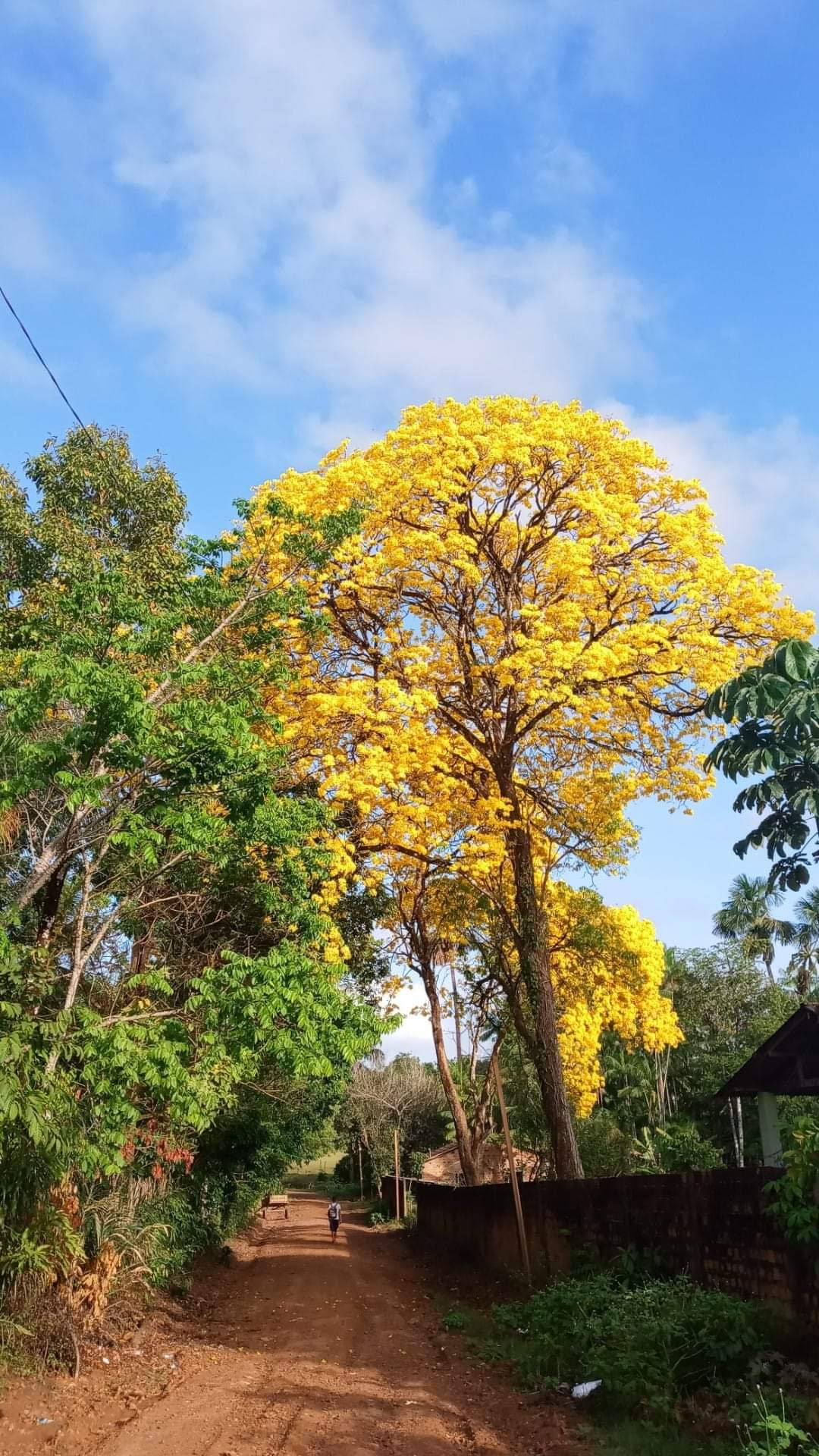
Ipê em época de floração, na rua que liga o Cemitério da localidade à capela de São Domingos, Limondeua.

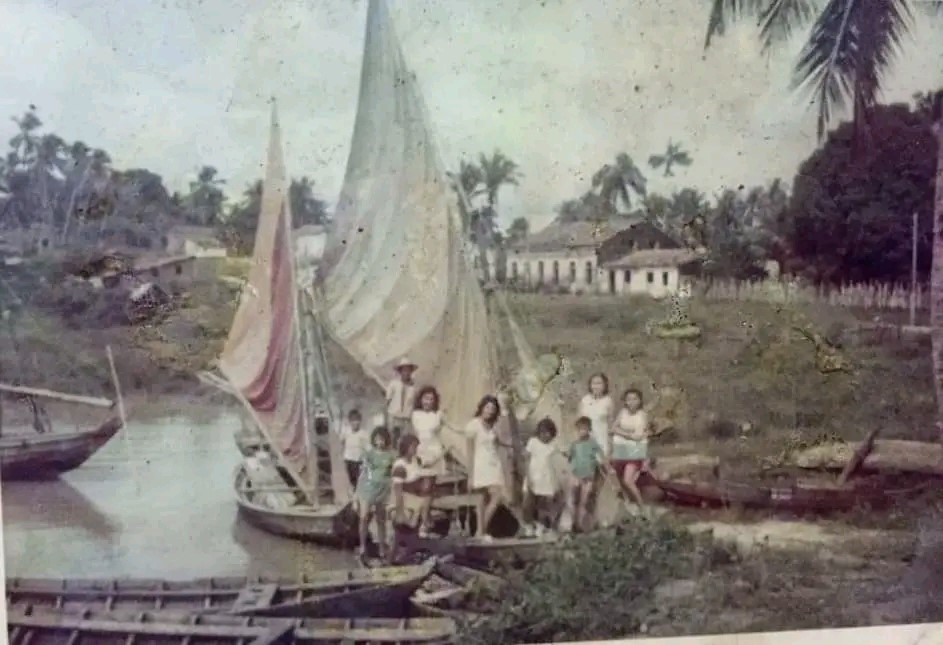
Foto de moradores locais e embarcações no que foi o antigo porto do Limondeua, em meados das anos 70, em frente ao que hoje vem a ser a escola Filomena Raiol e a Praça da Vila.

A vila do limondeua é uma comunidade de pescadores localizada a 12 quilômetros da sede do município de Viseu, Pará. Está inserida na reserva extrativista Gurupi-Piriá, nas coordenadas 1°10'22" ao sul e  46°12'23" a Oeste. Trata-se de uma vila histórica fortemente ligada à pesca e à agricultura de subsistência, sendo a sua comunidade formada por ribeirinhos, lavradores, pescadores e remanescentes de outras comunidades tradicionais dos entornos.
Religiosidade
A comunidade tem uma forte tradição católica. No terceiro domingo do mês de julho celebra o Círio, festa religiosa de rua em honra à mãe de Jesus, Maria, que é celebrado em diversas cidades do norte do Brasil. Como na maioria das festas comunitárias da região, após as atividades religiosas tem sempre as festas dançantes, que reúnem vários brincantes. A comunidade tem como padroeira Nossa Senhora do Perpétuo Socorro, que é homenageada no Círio, e o Padroeiro São Domingos, cuja capela centenária fica localizada na antiga praça central. Tal capela, construída de pedra, há pouco mais de cem anos, resiste ao tempo e se constitui, junto ao cemitério local, como registro histórico material da (até então) não contada história do lugar.
História do surgimento

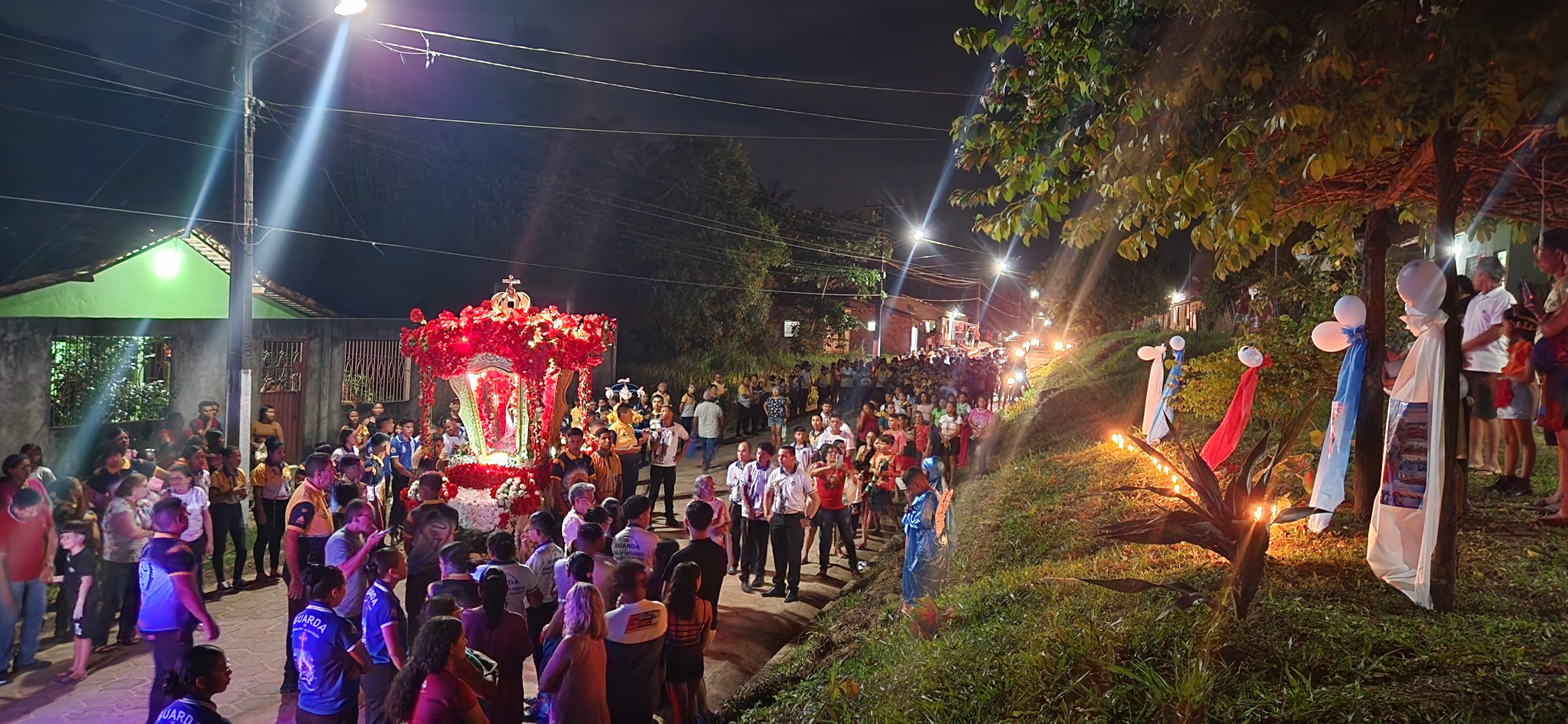
Procissão em transladação da Imagem de Nossa Senhora do Perpétuo Socorro nas ruas de Limondeua, Pará.

Conforme relato do senhor Otacílio Sousa, Padre e pessoa influente na comunidade, os primeiros habitantes da vila de Limondeua (ou os primeiros ocupantes das terras próximas do que hoje é a atual vila de Limondeua) foram franceses e Holandeses, quando da época da expulsão destes de São Luis (os franceses foram expulsos em 1612 e os Holandeses em 1645), seguidos também por Alemães que ocuparam a região durante um tempo. Otacílio Sousa conta que estes migrantes vieram para esta região e ocuparam o que hoje é o campo do Parapauminas, onde fundaram o Cemitério local, que reúne sepulturas centenárias. Ao lado do cemitério há uma grande vala, que é considerada a primeira rua do Limondeua, às margens da qual é possível ainda encontrar pedaços das vidraças das casas antigas, que são vidros de várias cores, assim como panelas de ferro e panelas de barro (sic).

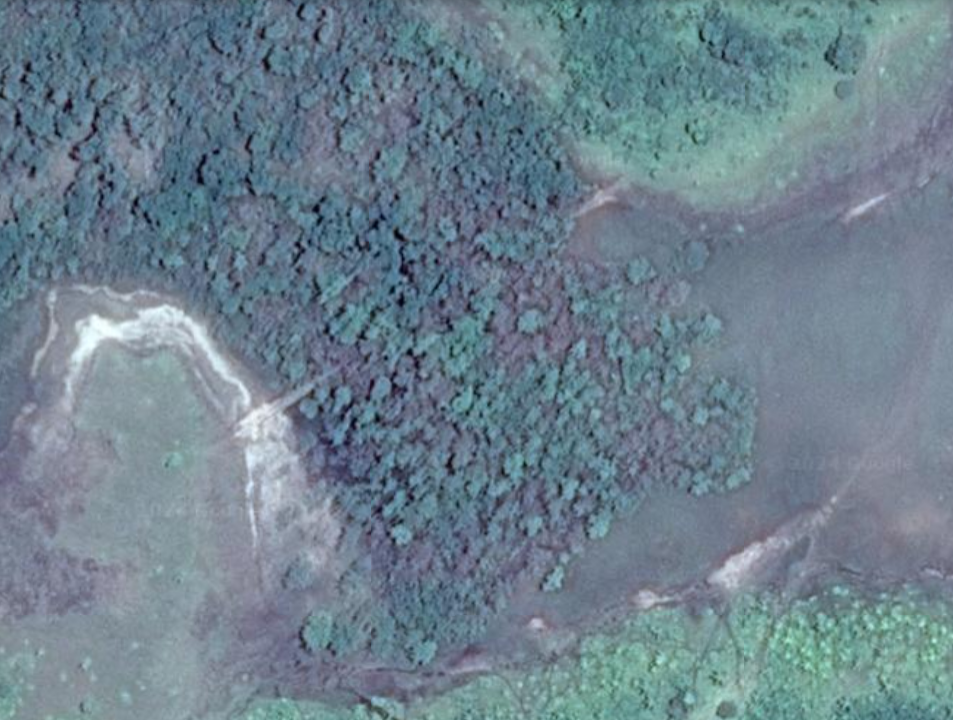
Estrada construída sobre o manguezal medindo aproximadamente 180 metros, e que dava acesso aos igarapés da região, na época dos primeiros moradores da Vila de Limondeua.

Relata também que esses migrantes vieram acompanhados de famílias de indígenas, que lhes serviam como intérpretes ao chegarem na região. Durante esse período, construíram várias casas de pedra na região, muitas das quais não existem mais, pois ruíram com o passar do tempo; poços de pedras e estradas que cortavam os manguezais, e possibilitaram a passagem das famílias até os igarapés que sofrem a influência das marés. Importante frisar que tais famílias que se refugiaram nestas terras utilizavam mão de obra escravizada para realizar essas construções.
Das famílias mais influentes da região, conforme o relato do senhor Vilmar Raiol, foram os Gonçalves, liderados pelo senhor Manoel Gonçalves, um cearense, e a família Amim, liderada pelo senhor Luiz Alvez Amim, que era judeu (sic). Conta-se que por volta dos anos 1888 e 1889 a igreja de São Domingos foi erguida em pedra e cal a mando da família do senhor Manoel Gonçalves, que detinha prestígio social e financeiro à época. Para a construção foi utilizada mão de obra escravizada.
Vestígios da influência francesa na arquitetura local são encontrados até hoje em azulejos utilizados, por exemplo, na casa do senhor Agostinho Lisboa, de frente para a igreja de São domingos. No entanto, a casa foi construída muito tempo depois da chegada dos franceses na região.
Otacílio Sousa conta que esses primeiros habitantes não permaneceram na região, tendo depois com o passar do tempo partido daqui, mas ficou a comunidade formada e as ruínas do que foi o nascedouro da localidade. Relada também que durante o mesmo período nasceram a cidade de Carutapera, no Maranhão, e a comunidade de Piquiateua, em Viseu e que possivelmente essas ocupações tenham começado a existir muito antes mesmo da ocupação, pelos portugueses, nas margens do Gurupi, que deu origem à vila de São José do Gurupi.
Conta-se que, no início, havia uma extensa plantação de limões às margens da estrada que levava ao antigo porto da Vila, e que, no período de produção, não se conseguia exportar e nem colher todos os limões, o que ocasionava a percepção do forte cheiro de limões logo para quem chegava no local. O nome, então, vem da junção de limão, que vem do árabe "limun", "laimun" e do sufixo "teua ou "deua", que significa “lugar” ou “lugar de abundancia” em nheengatu. Então o significado do nome do lugar é terra do limão ou lugar do limão. Com o passar do tempo, as terras do Limondeua foram ocupadas por colonos que chegavam em busca da abundância do pescado produzido na região, e em pouco tempo a vila foi sendo ocupada por mais famílias. Banhado por um braço de rio chamado Macupim, que desagua entre os rios Piriá e Gurupi, o estuário formado nessa região é bastante rico na produção de pescados diversos, mariscos e o caranguejo uçá.
Economia
A economia da vila histórica do Limondeua hoje gira em torno da extração do caranguejo uçá, assim como a extração de frutas climatéricas, como o bacurí, buriti, açaí e outros. A produção agrícola da localidade tem perdido seu potencial com o passar do tempo, seja por representar um meio de subsistência pouco atrativo, seja pela forte migração das camadas mais jovens da comunidade para as cidades, em busca de novas oportunidades. Grosso modo, a maior produção é o cultivo da mandioca e produção artesanal de farinha. Como em todo o município de Viseu, há forte predominância de servidorismo público.
Mística e crenças locais
Na comunidade, como em várias outras comunidades da região bragantina, há a forte presença de crenças em entidades ligadas às forças da natureza, como a matinta-pereira, curupira, mãe d’água, o calça molhada e o gritador. Não é difícil encontrar pessoas na região que tenham ouvido, por exemplo, durante o período chuvoso na região, o assobio da Matinta Pereira. Há relatos mesmo de pessoas que tenham sido perseguidas pela criatura mística enquanto caminhavam desavisadas à noite.
Por ser rodeado por manguezais, também não é incomum que se ouça relatos de pessoas que tenham se perdido no mangue por causa do Curupira, ou mesmo de crianças que tenham sido conduzidas para dentro do mato pela mãe d’água, que se transformaram em outra criança e a convidara a brincar, ou em um adulto de sua confiança e a levara para dentro de um denso espinhal. Sobre as ações do Curupira, há diversos relatos de pessoas que, na tentativa de conseguir pegar mais e mais caranguejo, perderam-se de seus companheiros e acabaram andando em círculos pelo manguezal até a exaustão. Muitos desses foram encontrados apenas várias horas após terem saído de suas casas. Há casos em que os mesmos foram encontrados a quilômetros dos locais onde adentraram o mangue.  
Para Lima (2003) a “retórica do encantamento” que marca a presença do maravilhoso nas narrativas orais das comunidades tradicionais, além de se constituir no discurso “alegórico” de uma realidade mítica que permeia a cultura dita popular, também se traduz por representar as metáforas sociais nas quais estas localidades constroem seu conhecimento histórico, mesmo que imbuídas pela poética do encantamento.
Também não é incomum encontrar nas narrativas dos populares da comunidade os relatos de pessoas que “viram bicho”, e mesmo das velhas que se transformam nas matintas para saírem voando a noite e assombrar as pessoas. Campos (2019) elucida que a zoo-metamorfose é analisada como “um jogo de pontos de vista” onde os mundos humano-animal e material-espiritual se mesclam e deste hibridismo surge uma alteridade peculiar que resulta em conflitos e disputas nos quais os sujeitos que atuam no ambiente natural, pescadores artesanais, caçadores, extrativistas e lavradores interagem diretamente com os entes da floresta e demais criaturas que circulam entre os mundos citados.
Tais narrativas fazem parte da cultura local e estão imbricadas no modo de vida da população, tornando o Limondeua um recanto de lendas e mistérios, de encantadas histórias e estórias a serem desvendadas.

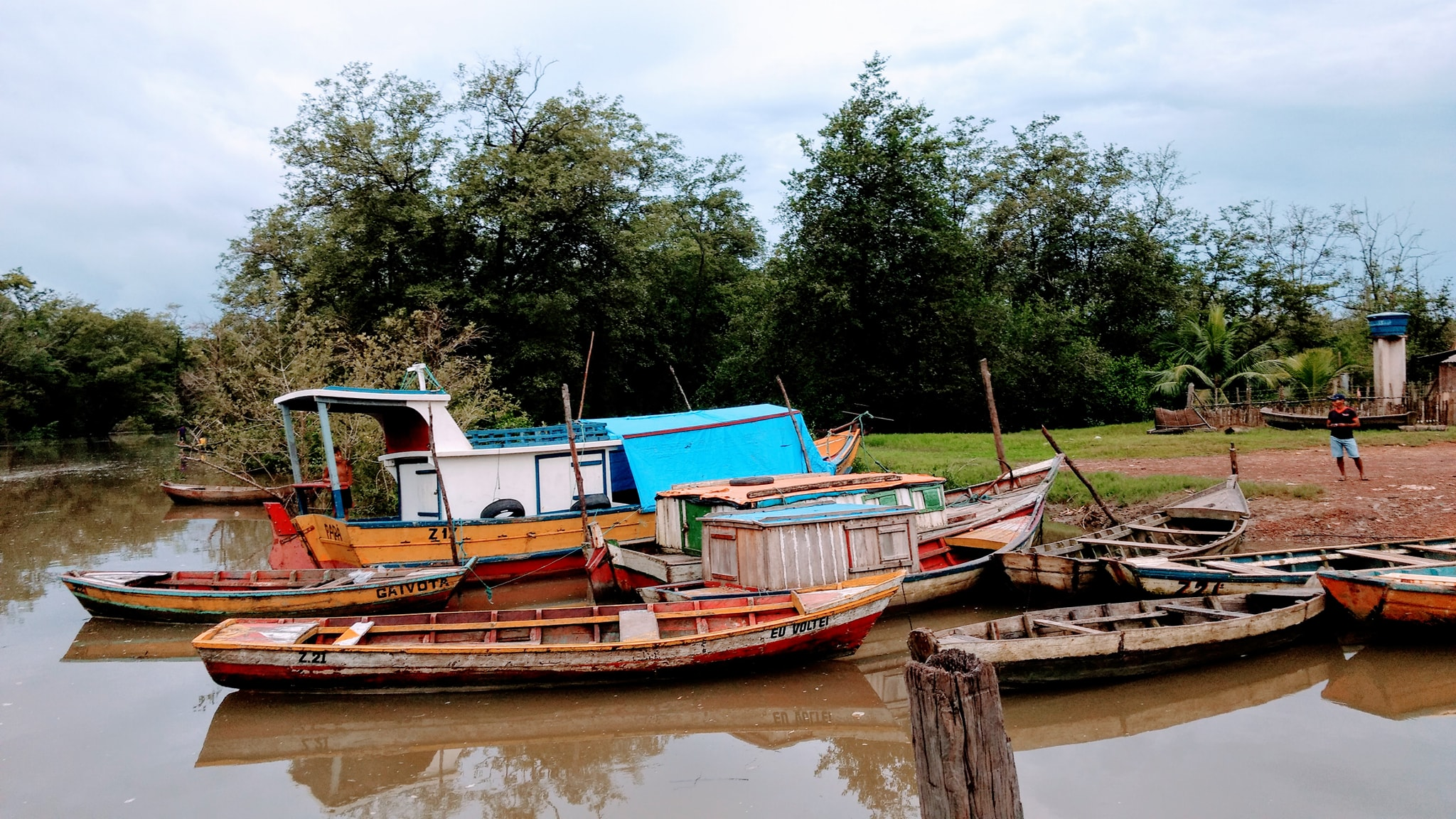
Embarcações no trapiche do Limondeua. Maré cheia.

Pessoas Influentes
- Vereador Kolota
- João Piquiá
- Vilmar Raiol (Tio Goga)
- Pastor Franklin Costa
- Cabo Tuga
- Otacílio Sousa
- Lelé do Xote
- Filomena Raiol

1. ↑  Costa, G. A., Reis, E. C., Santos, J. V. Limondeua e sua Origem. 2022
2. ↑  «REPRESENTAÇÃO FEMININA NO MITO DA MATINTAPERERA EM TAPERAÇU CAMPO, BRAGANÇA (PA)» (PDF) line feed character character in |titulo= at position 34 (ajuda)
3. ↑  DE LIMA, Nei Clara. Narrativas orais: uma poética da vida social. Editora UnB, 2003.
4. ↑  CAMPOS, Ipojucan Dias; ASP, Danilo Gustavo Silveira. Realismo maravilhoso e circularidade cultural: crença no invisível atordoa o pensamento?(Região Bragantina-PA). Revista Territórios e Fronteiras, v. 12, n. 1, p. 151-171, 2019.
5. ↑   relatos de moradores locais, historia oral
Capela de São Domingos